# Johann David Talinski
Johann David Talinski (* 1985 in Rendsburg) ist ein deutscher Schauspieler, Sprecher und Musiker.

## Leben
Talinski machte seine ersten Bühnenauftritte im Theaterjugendclub des Schleswig-Holsteinischen Landestheaters. Als Jugendlicher spielte er Gitarre und traf sich mit einem Freund zu ersten Jam-Sessions.
Von 2006 bis 2010 absolvierte er seine Schauspielausbildung an der Hochschule für Musik und Theater „Felix Mendelssohn Bartholdy“ in Leipzig. Im Rahmen des Studiums trat er von 2008 bis 2010 am Centraltheater Leipzig auf, wo er in mehreren modernen Inszenierungen auf der Bühne stand. Er wirkte dort auch in Kinder- und Jugendtheateraufführungen mit; so spielte er unter der Regie von Martina Eitner-Acheampong den Küchenjungen im Märchenstück Dornröschen (2009). Beim Theatertreffen Deutschsprachiger Schauspielstudierender 2010 in Zürich gewann er gemeinsam mit seiner Schauspielklasse mit der Inszenierung Ego-Shooter: Generation Peer (Regie: Martina Eitner-Acheampong) den Hauptensemble-Preis (VONTOBEL-PREIS der Familien-Vontobel-Stiftung Zürich) und den von Regine Lutz gestifteten Preis der Studierenden.
Im April 2011 wurde er als festes Ensemblemitglied an das Schauspiel Essen engagiert. In Essen spielte er u. a. den Amtsschreiber Wilhelm in Black Rider (2011), den Ferdinand in Kabale und Liebe (2012) und den Werther in einer modernen Bühnenfassung von Goethes Die Leiden des jungen Werthers (Premiere: 2014). In der Spielzeit 2016/17 trat er am Schauspiel Essen im Grillo-Theater in Der Prozess (nach Kafka) und wieder als Werther auf. Seit der Spielzeit 2017/2018 ist er Mitglied des Schauspielensembles des Lübecker Theaters.
Seit 2010 übernahm er auch Arbeiten für Film und Fernsehen. Sein Fernsehdebüt hatte er 2011 in dem SAT1-Fernsehfilm Allein unter Müttern. Er spielte Isko, den Freund der weiblichen Hauptfigur Marla (Nina Gummich). Diese Rolle übernahm er auch in den beiden Folgefilmen Allein unter Nachbarn (2012) und Allein unter Ärzten (2014).
In der Fernsehserie In aller Freundschaft spielte er im Serien-Special Bis zur letzten Sekunde, das im Dezember 2013 als Langfolge ausgestrahlt wurde, die Rolle des Pferdeschmieds Falk Bürger, der die Reiterin Daniela liebt. In den beiden Fernsehfilmen Fanny und die geheimen Vater (Erstausstrahlung: Mai 2016) und Fanny und die gestohlene Frau (Erstausstrahlung: Juni 2016) spielte Talinski, an der Seite von Jutta Speidel in der Hauptrolle, den jungen Rechtsanwalt Tristan Hackenbusch, den Sohn des verschrobenen Juristen Wotan Hackenbusch (Stefan Merki).
Neben der Schauspielerei tritt Talinski in verschiedenen musikalischen Projekten auf. Er entwickelte musikalische Solo-Programme (u. a. 2012 Die neuen Lieder des jungen Werther – Ein musikalischer Egotrip) und interpretierte den Titel-Song Every Kiss des Films Allein unter Ärzten (2014).
Er spielt in den Bands baldr & die natur und Kombüse. Im September 2021 erschien das Album Die Lieder des jungen Werther seiner Band baldr & die natur.
Talinski lebt in Lübeck.

## Filmografie (Auswahl)
- 2011: Allein unter Müttern (Fernsehfilm)
- 2012: Allein unter Nachbarn (Fernsehfilm)
- 2013: In aller Freundschaft: Bis zur letzten Sekunde (Fernsehserie; Serien-Special als Langfolge)
- 2014: Allein unter Ärzten (Fernsehfilm)
- 2016: Fanny und die geheimen Väter (Fernsehfilm)
- 2016: Fanny und die gestohlene Frau (Fernsehfilm)